# Echinoaesalus dharma
Echinoaesalus dharma là một loài bọ cánh cứng trong họ Lucanidae. Loài này được Araya Matsui Nabhit & Panha mô tả khoa học năm 1994.